# Color Force
Color Force es una productora de cine y televisión independiente estadounidense fundada en 2007 por la productora y ejecutiva cinematográfica Nina Jacobson después de su sece en 2006 como presidenta de Buena Vista Motion Pictures Group.
Sus películas incluyen la serie Diary of a Wimpy Kid (Fox) y Hunger Games (Lions Gate).